# Gap tecno-aziendale
In economia aziendale, il gap tecno-aziendale (in inglese techno-corporate gap) è il fenomeno indotto dal modo in cui le imprese approcciano l'innovazione tecnologica. Nella letteratura economica già da anni si considera il divario tecnologico come un complesso di differenti caratteristiche relative allo sviluppo economico, sociale e industriale in cui le nuove conoscenze sono il risultato di una azione scientifica e tecnologica organizzata. Tale prospettiva ha determinato le differenze fra i Paesi nel mondo, lasciando però una chiara difficoltà nell'indagine a causa dell'assenza di criteri universalmente accettati. Tuttavia, nell'era della quarta rivoluzione industriale il poderoso processo di cambiamento tecnologico sta ridefinendo il ruolo stesso delle imprese, non solo in ambito economico ma altresì sociale. Ciò ha spinto a riformulare il modo in cui si considera il rapporto fra impresa, tecnologia e società. In tale ottica, il "divario tecno-aziendale" descrive proprio questa relazione. Il termine è comparso per la prima volta in uno studio del 2020 di Rangone Adalberto ed esprime la propensione aziendale all'innovazione ed anche come questa si ripercuota sul territorio di riferimento nonché, a livello più generico, sull'intero Paese. Questa prospettiva mira così a ricondurre la ricerca di nuovi fattori critici non tanto al di fuori dell'impresa bensì al suo interno. Partendo dall'assunto che l'innovazione è il risultato di un processo tecnologico realizzato dall'impresa e che questa è il riflesso di un progetto imprenditoriale di un soggetto o di un gruppo di individui, l'introduzione (o meno) dell'innovazione sarà dunque condizionata dall'imprenditore o dalla governance che ne definisce gli obiettivi. L'introduzione di tale concetto mostra così l'agire aziendale, e più nello specifico la sua propensione all'innovazione, come una delle cause scatenanti il più generico divario tecnologico nonché come un concreto strumento valutativo non solo ai fini economici aziendali ma parimenti dello sviluppo economico e della intelligence economica.